# Midas (mythologie)

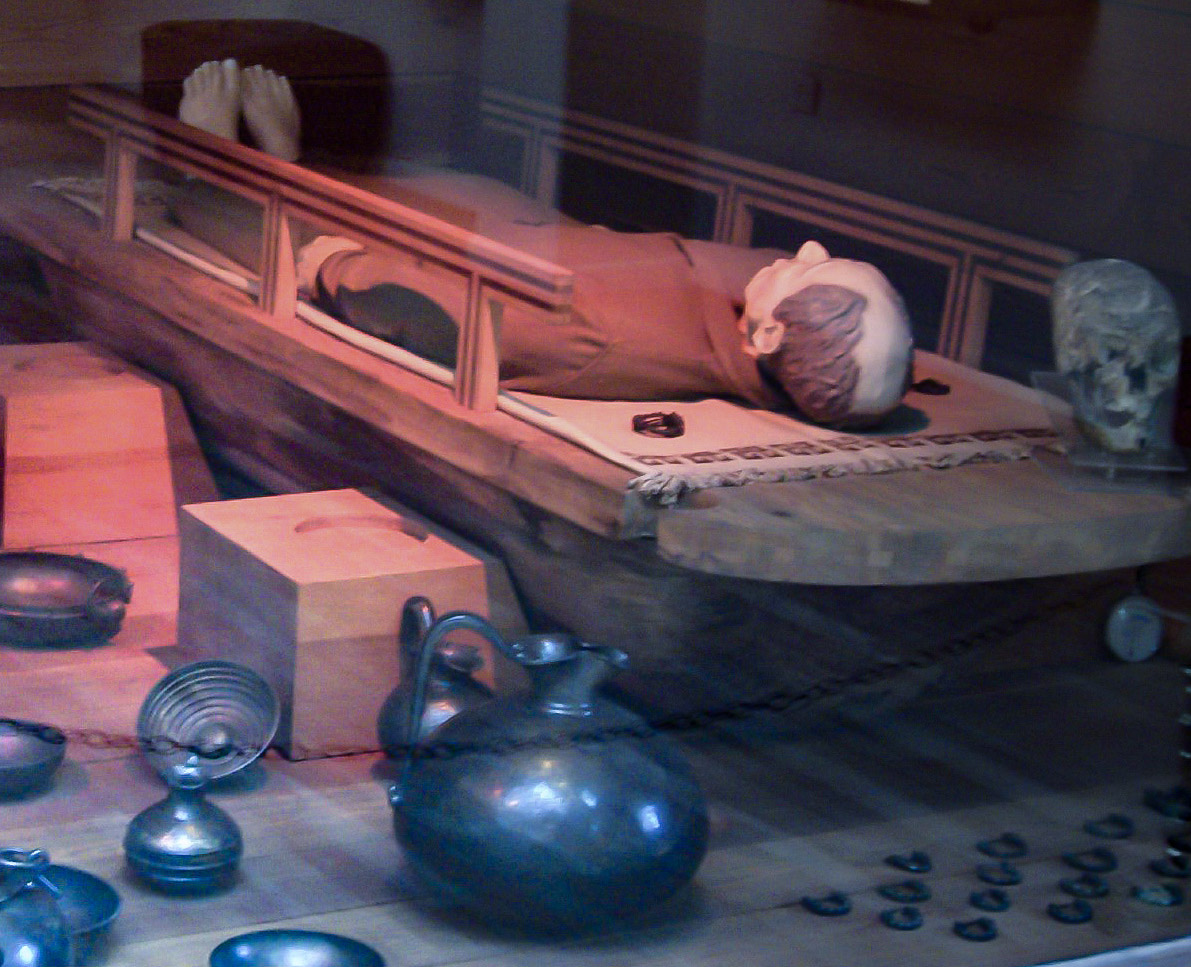
Het zogenaamde "graf van koning Midas". Reconstructie in het Museum van Anatolische beschavingen, Ankara, Turkije.

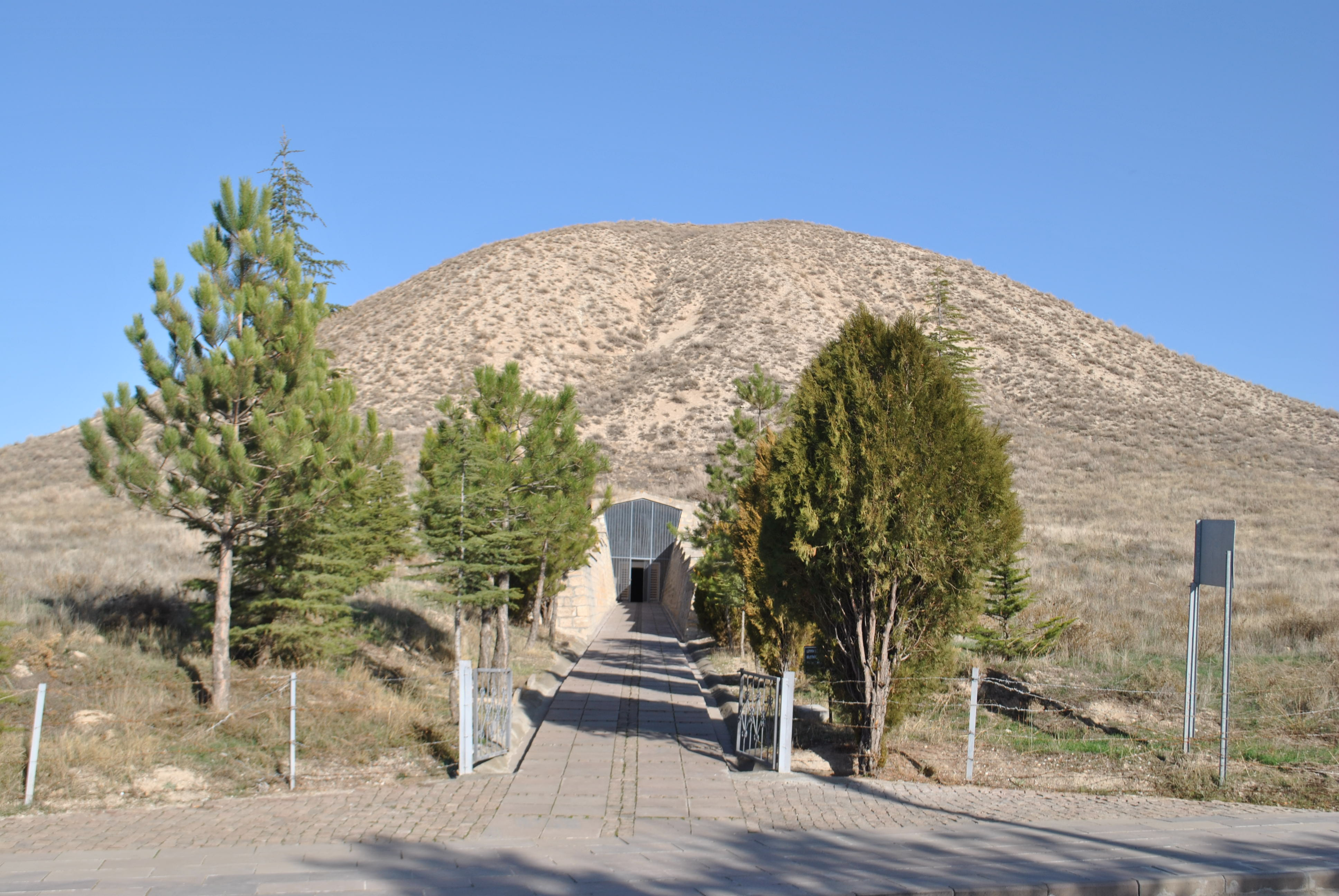
Zogenaamde "grafheuvel van koning Midas", in Gordion

Midas was een legendarische koning van Frygië. In de Griekse mythologie zijn verschillende mythes over hem en zijn vader Gordias bekend, maar ze zijn vermoedelijk wel historische figuren. Volgens verschillende schrijvers was Midas' moeder de godin Cybele. 

## Mythen

### Gouden aanraking
Omdat hij de satyr Silenos (de leermeester en metgezel van Dionysos) had ontvangen, was Dionysos hem heel erg dankbaar dus mocht hij een wens doen. Midas wenste de gave om alles wat hij aanraakte in goud te veranderen. Dionysos gaf hem die gave. De eerste weken verliep het goed, maar toen echter ook zijn voedsel en zijn kind in goud veranderden, vroeg hij Dionysos de gave weer af te nemen. Dionysos antwoordde: "Je kunt de macht weg wassen in de rivier Paktolos. Ik zal voor jou ook je dochter weer levend maken!". 
De uitdrukking 'Midas touch' (aanraking van Midas) betekent dat iemand vaak succesvol is in zijn ondernemingen.

### Ezelsoren
Een andere mythe vertelt dat hij een groot vereerder was van Pan, de god van herders en ruige landstreken. Maar door de zijde van Pan te kiezen, beledigde hij Apollo, de god van de muziek.
Pan had er plezier in om eenvoudige deuntjes op zijn rietfluit te spelen. Omdat velen ze mooi vonden, schepte hij op dat hij een betere musicus was dan Apollo. Hij daagde Apollo uit tot een wedstrijd, waarbij de berggod Tmolos een oordeel moest geven. Tmolos verkleedde zichzelf als rechter, een krans van eikenloof op zijn haar, en trosjes eikels hangend langs zijn gezicht, en luisterde naar de muziek. Pan begon, en iedereen was gecharmeerd van zijn vrolijke fluitstukjes. Daarna pakte Apollo zijn lier, en zijn tonen wiegden als golven op de zachte bries, vloeiend en verrukkelijk. Tmolos gaf de prijs aan Apollo. Midas protesteerde en zei dat hij Pan beter vond.
"Dat kun je onmogelijk gehoord hebben", zei Tmolos. "Er mankeert niks aan mijn oren" zei Midas. Op dat moment kon Apollo zijn boosheid niet meer beheersen en zei: "Als je ze op deze manier gebruikt, ben je het niet waard de oren van een mens te hebben". Hij gaf Midas een paar lange, grijze en behaarde oren, zeggend: "Nu lijk je op de ezel die je bent". Midas schaamde zich voor zijn nieuwe oren en probeerde ze te verbergen onder een tulband. Na een tijdje ontdekte zijn kapper het geheim. De kapper durfde niemand iets te vertellen van Midas' misvorming, maar was ook niet in staat het helemaal voor zichzelf te houden. Zo liep hij het platteland in, groef een gat en vertrouwde zijn geheim fluisterend aan de aarde toe. Elk geheim wil echter openbaar worden. Waar de kapper het gat had gegraven, groeide een bos riet, en als de wind daardoorheen blies, ruiste het en leek het te roepen: "Koning Midas heeft ezelsoren! Koning Midas heeft ezelsoren!" Toen Midas ontdekte dat iedereen van zijn geheim afwist, stierf hij van schaamte.

### Doodsoorzaak
In de mythologie is naast 'dood door schaamte' ook sprake van vergiftiging met stierenbloed.

## Grafheuvel
De zogenaamde "Grafheuvel van koning Midas" in Gordion wordt tegenwoordig geïdentificeerd als het graf van zijn vader Gordias. Het is niet bekend wat er na de dood van Midas met zijn lichaam gebeurd is.
In de bergen bij Yazilikaya bevindt zich een rotsreliëf, dat volgens een inscriptie de beeltenis is  van koning Midas en dat daarom het "Midasmonument" wordt genoemd.